# Championnat de France de rugby à XV 1950-1951
Navigation
1949-1950 1951-1952
Le Championnat de France de rugby à XV 1950-1951 est disputé par 48 équipes groupées en huit poules de six. Vingt-quatre équipes sont qualifiées pour disputer une deuxième phase qualificative qui comprend huit poules de trois clubs. Les premiers de chaque poule sont qualifiés pour disputer des quarts de finale.
Le championnat est remporté par l'US Carmaux qui bat le Stadoceste tarbais en finale. C'est le seul titre de champion de France de première division remporté par l'Union sportive carmausine. Tarbes doit attendre vingt-deux ans pour remporter son deuxième titre.

## Contexte
Le Tournoi des Cinq Nations 1951 est remporté par l'Irlande, la France termine deuxième. La Coupe de France est remportée par le FC Lourdes qui bat le Stadoceste tarbais en finale. Le climat de la finale de la Coupe de France est si détestable que les Anglais en demandent l'interdiction.

## Poules de classement
Préliminaires : Fédérale contre Excellence A.
Entre le 9 octobre et le 23 octobre 1950, 32 équipes s'affrontent afin de se qualifier pour la première phase du championnat de division Fédérale.
Sur les six poules, seize places sont à pourvoir entre les deux derniers de Fédérale et les deux premiers d'Excellence A de l'exercice précédent.
On indique ci-après les huit poules de quatre, le nom des clubs qualifiés pour les poules de huit est en vert et gras. En rouge, ceux qui sont relégués en division Excellence A 1950-1951.

### Poule A
| no | Club            | Pts | J | V | N | D | Diff. |
| -- | --------------- | --- | - | - | - | - | ----- |
| 1  | CASG            | 7   | 3 | 2 | 0 | 1 | 1     |
| 2  | AS bortoise     | 7   | 3 | 2 | 0 | 1 | 8     |
| 3  | Stade dijonnais | 5   | 3 | 1 | 0 | 2 | -1    |
| 4  | Stade poitevin  | 5   | 3 | 1 | 0 | 2 | -8    |

### Poule B
| no | Club            | Pts | J | V | N | D | Diff. |
| -- | --------------- | --- | - | - | - | - | ----- |
| 1  | SU Agen         | 9   | 3 | 3 | 0 | 0 | 36    |
| 2  | FC Oloron       | 7   | 3 | 2 | 0 | 0 | 27    |
| 3  | SC Pamiers      | 5   | 3 | 0 | 0 | 2 | -25   |
| 4  | Stade hendayais | 3   | 3 | 0 | 0 | 3 | -41   |

### Poule C
| no | Club             | Pts | J | V | N | D | Diff. |
| -- | ---------------- | --- | - | - | - | - | ----- |
| 1  | US Marmande      | 7   | 3 | 2 | 0 | 1 | 7     |
| 2  | Paris UC         | 7   | 3 | 2 | 0 | 1 | 16    |
| 3  | UA Gujan-Mestras | 5   | 4 | 1 | 0 | 2 | -9    |
| 4  | SA Mauléon       | 5   | 5 | 1 | 0 | 2 | -6    |

### Poule D
| no | Club               | Pts | J | V | N | D | Diff. |
| -- | ------------------ | --- | - | - | - | - | ----- |
| 1  | US Bergerac        | 8   | 3 | 2 | 1 | 0 | 32    |
| 2  | Stade lavelanétien | 7   | 3 | 2 | 0 | 1 | 4     |
| 3  | AS Prades          | 5   | 3 | 1 | 0 | 2 | -32   |
| 4  | CAO Espéraza       | 4   | 3 | 0 | 1 | 2 | -4    |

### Poule E
| no | Club                | Pts | J | V | N | D | Diff. |
| -- | ------------------- | --- | - | - | - | - | ----- |
| 1  | UA Libourne         | 7   | 3 | 2 | 0 | 1 | 7     |
| 2  | SC Albi             | 6   | 3 | 1 | 1 | 1 | 2     |
| 3  | SC Grauhlet         | 6   | 3 | 1 | 1 | 1 | -1    |
| 4  | Stade montluçonnais | 5   | 3 | 1 | 0 | 2 | -8    |

### Poule F
| no | Club                       | Pts | J | V | N | D | Diff. |
| -- | -------------------------- | --- | - | - | - | - | ----- |
| 1  | Union montilienne sportive | 9   | 3 | 3 | 0 | 0 | 21    |
| 2  | CO creusotin               | 7   | 3 | 2 | 0 | 1 | 1     |
| 3  | FC Grenoble                | 5   | 3 | 1 | 0 | 2 | -6    |
| 4  | CS Lons-le-Saunier         | 3   | 3 | 0 | 0 | 3 | -16   |

### Poule G
| no | Club               | Pts | J | V | N | D | Diff. |
| -- | ------------------ | --- | - | - | - | - | ----- |
| 1  | US Tyrosse         | 8   | 3 | 2 | 1 | 0 | 29    |
| 2  | Stade bordelais UC | 7   | 3 | 2 | 0 | 1 | 6     |
| 3  | SC Decazeville     | 5   | 3 | 1 | 1 | 1 | -7    |
| 4  | CA Lannemezan      | 4   | 3 | 0 | 1 | 2 | -28   |

### Poule H
| no | Club              | Pts | J | V | N | D | Diff. |
| -- | ----------------- | --- | - | - | - | - | ----- |
| 1  | AS Roanne         | 8   | 3 | 2 | 1 | 0 | 4     |
| 2  | US bressane       | 7   | 3 | 2 | 0 | 0 | 30    |
| 3  | Stade aurillacois | 6   | 3 | 1 | 1 | 1 | -2    |
| 4  | US Annecy         | 3   | 3 | 0 | 0 | 3 | -31   |

Victoire : 3 points / Nul : 2 points / Défaite : 1 point.

## Poules de huit
Les poules de huit de la division Fédérale se déroulent du 29 octobre 1950 au 1er avril 1951 pour les matchs en retard. Les matchs se jouent sur les terrains des équipes qui reçoivent.
| no | Club                  | Pts | J  | V | N | D  | Pm. | Pc. |
| -- | --------------------- | --- | -- | - | - | -- | --- | --- |
| 1  | Stade montois         | 32  | 14 | 8 | 2 | 4  | 93  | 51  |
| 2  | US Cognac             | 32  | 14 | 7 | 4 | 3  | 78  | 35  |
| 3  | Castres olympique (T) | 31  | 14 | 7 | 3 | 4  | 75  | 49  |
| 4  | US Bergerac           | 31  | 14 | 7 | 3 | 4  | 70  | 61  |
| 5  | AS Béziers            | 31  | 14 | 8 | 1 | 5  | 106 | 74  |
| 6  | SC Mazamet            | 26  | 14 | 5 | 2 | 7  | 70  | 64  |
| 7  | US Marmande           | 22  | 14 | 2 | 4 | 8  | 44  | 86  |
| 8  | AS bortoise           | 19  | 14 | 1 | 3 | 10 | 20  | 136 |

| no | Club               | Pts | J  | V  | N | D  | Pm. | Pc. |
| -- | ------------------ | --- | -- | -- | - | -- | --- | --- |
| 1  | Stade toulousain   | 37  | 14 | 11 | 1 | 2  | 130 | 29  |
| 2  | CS Vienne          | 35  | 14 | 10 | 1 | 3  | 121 | 46  |
| 3  | CA Périgueux       | 31  | 14 | 7  | 3 | 4  | 71  | 91  |
| 4  | Racing CF          | 31  | 14 | 7  | 3 | 4  | 89  | 63  |
| 5  | FC Auch            | 26  | 14 | 5  | 2 | 7  | 64  | 66  |
| 6  | CO creusotin       | 25  | 14 | 4  | 3 | 7  | 55  | 114 |
| 7  | AS Roanne          | 20  | 14 | 2  | 2 | 10 | 48  | 133 |
| 8  | Stade Bordelais UC | 19  | 14 | 2  | 1 | 11 | 40  | 76  |

| no | Club               | Pts | J  | V  | N | D  | Pm. | Pc. |
| -- | ------------------ | --- | -- | -- | - | -- | --- | --- |
| 1  | FC Lourdes         | 40  | 14 | 12 | 2 | 0  | 184 | 35  |
| 2  | Stadoceste tarbais | 32  | 14 | 7  | 4 | 3  | 96  | 24  |
| 3  | Section paloise    | 32  | 14 | 7  | 4 | 3  | 91  | 47  |
| 4  | SC Angoulême       | 29  | 14 | 5  | 5 | 4  | 56  | 54  |
| 5  | Stade rochelais    | 28  | 14 | 6  | 2 | 6  | 76  | 78  |
| 6  | SC Albi            | 23  | 14 | 3  | 3 | 8  | 57  | 119 |
| 7  | FC Oloron          | 22  | 14 | 3  | 2 | 9  | 35  | 127 |
| 8  | UA Libourne        | 18  | 14 | 1  | 2 | 11 | 6   | 117 |

| no | Club                       | Pts | J  | V  | N | D  | Pm. | Pc. |
| -- | -------------------------- | --- | -- | -- | - | -- | --- | --- |
| 1  | Lyon OU                    | 36  | 14 | 10 | 2 | 2  | 98  | 53  |
| 2  | AS Montferrand             | 34  | 14 | 9  | 2 | 3  | 138 | 74  |
| 3  | RC Toulon                  | 32  | 14 | 8  | 2 | 4  | 102 | 61  |
| 4  | US Romans                  | 29  | 14 | 6  | 3 | 5  | 86  | 74  |
| 5  | Valence sportif            | 28  | 14 | 5  | 4 | 5  | 94  | 103 |
| 6  | Union montilienne sportive | 26  | 14 | 4  | 4 | 6  | 48  | 68  |
| 7  | US bressane                | 22  | 14 | 2  | 4 | 8  | 62  | 132 |
| 8  | RC Vichy                   | 17  | 14 | 1  | 1 | 12 | 62  | 124 |

| no | Club             | Pts | J  | V  | N | D  | Pm. | Pc. |
| -- | ---------------- | --- | -- | -- | - | -- | --- | --- |
| 1  | CA Bègles        | 36  | 14 | 11 | 0 | 3  | 99  | 64  |
| 2  | USA Perpignan    | 32  | 14 | 8  | 2 | 4  | 113 | 57  |
| 3  | CA Brive         | 31  | 14 | 8  | 1 | 5  | 91  | 66  |
| 4  | US Montauban     | 30  | 14 | 6  | 4 | 4  | 76  | 48  |
| 5  | US Tyrosse       | 25  | 14 | 5  | 1 | 8  | 80  | 65  |
| 6  | AS Soustons      | 25  | 14 | 4  | 3 | 7  | 34  | 82  |
| 7  | Aviron bayonnais | 25  | 14 | 5  | 1 | 8  | 90  | 91  |
| 8  | Paris UC         | 20  | 14 | 2  | 2 | 10 | 33  | 143 |

| no | Club               | Pts | J  | V  | N | D  | Pm. | Pc. |
| -- | ------------------ | --- | -- | -- | - | -- | --- | --- |
| 1  | SU Agen            | 34  | 14 | 10 | 0 | 4  | 132 | 52  |
| 2  | USA Limoges        | 34  | 14 | 9  | 2 | 3  | 84  | 45  |
| 3  | US Carmaux         | 33  | 14 | 8  | 3 | 3  | 66  | 45  |
| 4  | Biarritz olympique | 30  | 14 | 7  | 2 | 5  | 77  | 70  |
| 5  | US Dax             | 28  | 14 | 6  | 2 | 6  | 61  | 61  |
| 6  | RC Narbonne        | 25  | 14 | 5  | 1 | 8  | 59  | 76  |
| 7  | Stade lavelanétien | 24  | 14 | 4  | 2 | 8  | 59  | 87  |
| 8  | CASG               | 16  | 14 | 0  | 2 | 12 | 29  | 131 |

Victoire : 3 points / Nul : 2 points / Défaite : 1 point.

## Poules de trois
Les poules de trois se déroulent du 22 avril au 29 avril 1951. C'est à Bayonne que la Fédération française de rugby procède à l'organisation des poules et des terrains neutres pour les premières rencontres.
Chaque leader des poules de trois sont qualifiés pour les quarts de finale du Championnat.
| no | Club        | Pts | J | V | N | D | Diff. |
| -- | ----------- | --- | - | - | - | - | ----- |
| 1  | FC Lourdes  | 6   | 2 | 2 | 0 | 0 | 36    |
| 2  | US Bergerac | 3   | 2 | 0 | 1 | 1 | -16   |
| 3  | CA Brive    | 3   | 2 | 0 | 1 | 1 | -20   |

| no | Club             | Pts | J | V | N | D | Diff. |
| -- | ---------------- | --- | - | - | - | - | ----- |
| 1  | RC Toulon        | 5   | 2 | 1 | 1 | 0 | 3     |
| 2  | Stade toulousain | 4   | 2 | 1 | 0 | 1 | 11    |
| 3  | CA Périgueux     | 3   | 2 | 0 | 1 | 1 | -14   |

| no | Club                  | Pts | J | V | N | D | Diff. |
| -- | --------------------- | --- | - | - | - | - | ----- |
| 1  | Lyon OU               | 5   | 2 | 1 | 1 | 0 | 5     |
| 2  | Section paloise       | 4   | 2 | 0 | 2 | 0 | 0     |
| 3  | Castres olympique (T) | 4   | 2 | 0 | 1 | 1 | -5    |

| no | Club       | Pts | J | V | N | D | Diff. |
| -- | ---------- | --- | - | - | - | - | ----- |
| 1  | US Carmaux | 5   | 2 | 1 | 1 | 0 | 3     |
| 2  | CA Bègles  | 4   | 2 | 1 | 0 | 1 | 0     |
| 3  | Racing CF  | 3   | 2 | 0 | 1 | 1 | -3    |

| no | Club         | Pts | J | V | N | D | Diff. |
| -- | ------------ | --- | - | - | - | - | ----- |
| 1  | SU Agen      | 5   | 2 | 1 | 1 | 0 | 3     |
| 2  | US Montauban | 5   | 2 | 1 | 1 | 0 | 3     |
| 3  | US Cognac    | 2   | 2 | 0 | 0 | 2 | -6    |

| no | Club               | Pts | J | V | N | D | Diff. |
| -- | ------------------ | --- | - | - | - | - | ----- |
| 1  | USA Perpignan      | 6   | 2 | 2 | 0 | 0 | 6     |
| 2  | Biarritz olympique | 4   | 2 | 1 | 0 | 1 | 4     |
| 3  | Stade montois      | 2   | 2 | 0 | 0 | 2 | -10   |

| no | Club               | Pts | J | V | N | D | Diff. |
| -- | ------------------ | --- | - | - | - | - | ----- |
| 1  | Stadoceste tarbais | 5   | 2 | 1 | 1 | 0 | 10    |
| 2  | CS Vienne          | 5   | 2 | 1 | 1 | 0 | 3     |
| 3  | US Romans          | 2   | 2 | 0 | 0 | 2 | -13   |

| no | Club           | Pts | J | V | N | D | Diff. |
| -- | -------------- | --- | - | - | - | - | ----- |
| 1  | AS Montferrand | 6   | 2 | 2 | 0 | 0 | 18    |
| 2  | USA Limoges    | 4   | 2 | 1 | 0 | 1 | -12   |
| 3  | SC Angoulême   | 2   | 2 | 0 | 0 | 2 | -6    |

Victoire : 3 points / Nul : 2 points / Défaite : 1 point.

## Quarts de finale
| Équipe     | Score | Équipe             | Lieu                          |
| ---------- | ----- | ------------------ | ----------------------------- |
| FC Lourdes | 0 - 6 | AS Montferrand     | Stade Buffalo, Paris          |
| RC Toulon  | 3 - 6 | Stadoceste tarbais | Stade Cassayet, Narbonne      |
| Lyon OU    | 0 - 5 | USA Perpignan      | Stade Mayol, Toulon           |
| US Carmaux | 5 - 0 | SU Agen            | Stade Lucien-Pourxet, Lourdes |

## Demi-finales
| Équipe             | Score  | Équipe        | Lieu                                   |
| ------------------ | ------ | ------------- | -------------------------------------- |
| AS Montferrand     | 9 - 11 | US Carmaux    | Parc des sports Lescure, Bordeaux      |
| Stadoceste tarbais | 15 - 0 | USA Perpignan | Parc des sports de Sauclières, Béziers |

## Finale
Les deux équipes sont à égalité (9-9) à la fin du temps réglementaire. Elles marquent un essai chacune en prolongation mais seul Aué de Carmaux réussit la transformation, ce qui donne la victoire à l'US Carmaux.
| Équipes            | US Carmaux - Stadoceste tarbais |
| Score              | 14-12 (a.p.) |
| Date               | 20 mai 1951 |
| Stade              | Stadium municipal, Toulouse |
| Arbitre            | Jean Rous |
| Les équipes        | |
| US Carmaux         | Raymond Carrère, Louis Combettes, Jean-Marie Bez, Jean Gervais, Alexis Dalla Riva, René Pailhous, Louis Aué, Jean Régis, René Pagès , Gérard Lasmolles, René Deleris, Gustave Golaszewski, Georges Cassou, Francis Cassou, Jacques Sagols |
| Stadoceste tarbais | Albert Fourcade, Robert Bel, Marc Laffitte, René Soulet, Joseph Dutrey, Armand Save, Gilbert Paratge, Serge Tonus, Lucien Duffourc, Adrien Abadie, Albert Bagnères, Louis Suberbie, Albert Lavantes, Maurice Cazaux, René Chaubet         |
| Points marqués     | |
| US Carmaux         | 1 essai, 1 transformation et 3 pénalités de Aué |
| Stadoceste tarbais | 1 essai de Lavantes, 3 pénalités de Chaubet |